# ماريانا (أركنساس)
ماريانا (بالإنجليزية: Marianna, Arkansas)‏ هي مدينة تقع في مقاطعة لي، أركنسو بولاية أركنساس في الولايات المتحدة. تبلغ مساحة هذه المدينة 9.3 (كم²)، وترتفع عن سطح البحر 69 م، بلغ عدد سكانها 4115 نسمة في عام 2010 حسب إحصاء مكتب تعداد الولايات المتحدة.

## التركيبة السكانية
حدّد مكتب تعداد الولايات المتحدة بيانات التركيبة السكانية لماريانا في تعداد الولايات المتحدة. في ما يلي، التركيبة السكانية حسب تعدادي 2000 و2010.

### تعداد عام 2000
بلغ عدد سكان ماريانا 5,181 نسمة بحسب تعداد عام 2000، وبلغ عدد الأسر 1,955 أسرة وعدد العائلات 1,316 عائلة مقيمة في المدينة. في حين سجلت الكثافة السكانية 553.5 نسمة لكل كيلومتر مربع (1,433.6/ميل2). وبلغ عدد الوحدات السكنية 2,196 وحدة بمتوسط كثافة قدره 234.6 لكل كيلومتر مربع (607.6/ميل2).
وتوزع التركيب العرقي للمدينة بنسبة 24.44% من البيض و74.14% من الأمريكيين الأفارقة و0.15% من الأمريكيين الأصليين و0.56% من الأمريكيين ذوي الأصول الآسيوية و0.29% من الأعراق الأخرى و0.42% من عرقين مختلطين أو أكثر و1.04% من الهسبانيون أو اللاتينيون من أي عرق.
بلغ عدد الأسر 1,955 أسرة كانت نسبة 42.9% منها لديها أطفال تحت سن الثامنة عشر تعيش معهم، وبلغت نسبة الأزواج القاطنين مع بعضهم البعض 30.4% من أصل المجموع الكلي للأسر، ونسبة 32.8% من الأسر كان لديها معيلات من الإناث دون وجود شريك،  بينما كانت نسبة 4% من الأسر لديها معيلون من الذكور دون وجود شريكة وكانت نسبة 32.7% من غير العائلات. تألفت نسبة 30.9% من أصل جميع الأسر من عدة أفراد يعيشون في نفس المنزل ونسبة 16.2% كانت تتألف من شخص يعيش بمفرده يبلغ من العمر 65 عاماً أو أكثر. وبلغ متوسط حجم الأسرة المعيشية 2.59، أما متوسط حجم العائلات فبلغ 3.25.
بلغ العمر الوسطي للسكان 31.1 عاماً. وكانت نسبة 34.1% من القاطنين تحت سن الثامنة عشر، وكانت نسبة 9.4% بين الثامنة عشر والرابعة والعشرين عاماً، ونسبة 21.6% كانت واقعةً في الفئة العمرية ما بين الخامسة والعشرين والرابعة والأربعين عاماً، ونسبة 19.2% كانت ما بين الخامسة والأربعين والرابعة والستين، ونسبة 13.4% كانت ضمن فئة الخامسة والستين عاماً فما فوق. يوجد لكل 100 أنثى 77.1 ذكر، ويوجد لكل 100 أنثى في الثامنة عشر من عمرها فما فوق 69.7 ذكر.
بلغ متوسط دخل الأسرة في المدينة 17,643 دولارًا، أما متوسط دخل العائلة فبلغ 20,611 دولارًا. وكان متوسط دخل الذكور 28,542 دولارًا مقابل 19,045 دولارًا للإناث. وسجل دخل الفرد الخاص بالمدينة 10,253 دولارًا. وكانت نسبة 32.8% من العائلات ونسبة 37% من السكان تحت خط الفقر، وكان من هؤلاء نسبة 47.2% تحت سن الثامنة عشر ونسبة 33.1% في الخامسة والستين من العمر وما فوق.

### تعداد عام 2010
بلغ عدد سكان ماريانا 4,115 نسمة بحسب تعداد عام 2010، وبلغ عدد الأسر 1,664 أسرة وعدد العائلات 1,068 عائلة مقيمة في المدينة. في حين سجلت الكثافة السكانية 439.6 نسمة لكل كيلومتر مربع (1,138.6/ميل2). وبلغ عدد الوحدات السكنية 2,012 وحدة بمتوسط كثافة قدره 215 لكل كيلومتر مربع (556.8/ميل2).
وتوزع التركيب العرقي للمدينة بنسبة 20.87% من البيض و76.65% من الأمريكيين الأفارقة و0.19% من الأمريكيين الأصليين و0.78% من الأمريكيين ذوي الأصول الآسيوية و0.19% من الأعراق الأخرى و1.31% من عرقين مختلطين أو أكثر و0.70% من الهسبانيون أو اللاتينيون من أي عرق.
بلغ عدد الأسر 1,664 أسرة كانت نسبة 36.4% منها لديها أطفال تحت سن الثامنة عشر تعيش معهم، وبلغت نسبة الأزواج القاطنين مع بعضهم البعض 27.8% من أصل المجموع الكلي للأسر، ونسبة 31.9% من الأسر كان لديها معيلات من الإناث دون وجود شريك،  بينما كانت نسبة 4.5% من الأسر لديها معيلون من الذكور دون وجود شريكة وكانت نسبة 35.8% من غير العائلات. تألفت نسبة 32.8% من أصل جميع الأسر من عدة أفراد يعيشون في نفس المنزل ونسبة 13.7% كانت تتألف من شخص يعيش بمفرده يبلغ من العمر 65 عاماً أو أكثر. وبلغ متوسط حجم الأسرة المعيشية 2.43، أما متوسط حجم العائلات فبلغ 3.10.
بلغ العمر الوسطي للسكان 35.8 عاماً. وكانت نسبة 28.7% من القاطنين تحت سن الثامنة عشر، وكانت نسبة 10.3% بين الثامنة عشر والرابعة والعشرين عاماً، ونسبة 20.3% كانت واقعةً في الفئة العمرية ما بين الخامسة والعشرين والرابعة والأربعين عاماً، ونسبة 24.5% كانت ما بين الخامسة والأربعين والرابعة والستين، ونسبة 16.1% كانت ضمن فئة الخامسة والستين عاماً فما فوق. وتوزع التركيب الجنسي للسكان بنسبة 43.2% ذكور و56.8% إناث.

## أعلام
- أوليفر لاك
- تشاك مور
- تشارلي فلاورز
- رودني إي. سلاتر
- فلويد جونز

## وصلات خارجية
- The US50 - Cities and Towns in Arkansas State
- 2012 United States Census Estimate